# إبراهيم أبي أكيل
إبراهيم أبي أكيل (من مواليد 27 مارس 1927) سياسي برازيلي. بدأ أكيل حياته العامة في عام 1955 كعضو في مجلس مدينة مانهواسو في ميناس جيرايس. شغل منصب وزير العدل في حكومة جواو فيغيريدو من 1980 إلى 1985.
درس في الكلية الوطنية للقانون بين عامي 1946 و1950، حيث تخرج في العلوم القانونية والاجتماعية وحصل لاحقًا على الدكتوراه في القانون العام. خدم سبع فترات انتخابية كنائب اتحادي لميناس جيرايس من الهيئة التشريعية 1975-1979 إلى الهيئة التشريعية 2003-2007. في 22 سبتمبر 1981 مُنح وسام الصليب الأكبر من وسام المسيح العسكري في البرتغال. في عام 2005 كان منتسب إلى الحزب التقدمي.
وهو والد النائب الفيدرالي باولو أبي أكيل.